# 瓦拉诺博尔吉
瓦拉诺博尔吉（義大利語：Varano Borghi），是意大利瓦雷泽省的一个市镇。总面积3平方公里，人口2313人，人口密度771.0人/平方公里（2009年）。国家统计（ISTAT）代码为012132。